# Djiguenni
Djiguenni è uno dei sette comuni del dipartimento di Djiguenni, situato nella regione di Hodh-Charghi in Mauritania. Nel censimento della popolazione del 2000 contava 44.100 abitanti.